# Exrima walteri
Exrima walteri is een eenoogkreeftjessoort uit de familie van de Dirivultidae. De wetenschappelijke naam van de soort is voor het eerst geldig gepubliceerd in 2011 door Ivanenko, Defaye & Ferrari.